# Wasserobjekt
Ein Wasserobjekt ist ein technisch wie auch künstlerisch gestaltetes architektonisches Objekt, das fließendes Wasser als Element integriert, zum Beispiel ein Brunnen.
Ein Wasserobjekt kann fest in ein Gebäude eingefügt oder bewegbar sein.
Für ein Wasserobjekt lassen sich drei Nutzen definieren:
- Ein Wasserobjekt ist ein dekoratives Raumobjekt, das hilft, Räume zu gestalten und zu strukturieren.
- Ein Wasserobjekt dient der Entspannung, denn das Geräusch von leise fließendem Wasser wird von den meisten Menschen als angenehm und beruhigend empfunden.
- Eine Wasserobjekt dient der Gesundheit, denn schon relativ kleine Anlagen können die Luftfeuchtigkeit in trockenen Räumen deutlich anheben. Gleichzeitig ist eine Wasserobjekt ein Luftwäscher, der die Raumluft von Schwebestoffen wie Staub oder Pollen befreit.